# Merremieae
Merremieae, tribus slakovki, dio potporodice  Convolvuloideae. Sastoji se od 10 rodova a tipični je Merremia sa 40 pantropskih vrsta.

## Rodovi
1. Tribus Merremieae D.F.Austin
  1. Remirema Kerr (1 sp.)
  2. Distimake Raf. (47 spp.)
  3. Camonea Raf. (5 spp.)
  4. Operculina Silva Manso (14 spp.)
  5. Hyalocystis Hallier fil. (2 spp.)
  6. Hewittia Wight & Arn. (1 spp.)
  7. Xenostegia D. F. Austin & Staples (6 spp.)
  8. Decalobanthus Ooststr. (15 spp.)
  9. Merremia Dennst. ex Endl. (40 spp.)
  10. Daustinia Buril & A. R. Simões (1 sp.)